# Präsidentschaftswahl in Kasachstan 2019
Die Präsidentschaftswahl in Kasachstan fand am 9. Juni 2019 statt. Als Sieger der Wahl ging Qassym-Schomart Toqajew, der Kandidat der Regierungspartei, hervor. Während der Wahl, die von internationalen Beobachtern als nicht frei und fair eingestuft wurde, kam es zu größeren Protesten im Land.

## Hintergrund
Am 19. März 2019 kündigte Nursultan Nasarbajew, der Kasachstan seit der Unabhängigkeit 1991 autoritär regierte, seinen Rücktritt an. Am 20. März wurde Qassym-Schomart Toqajew, der bis dahin Präsident des kasachischen Senates war, zum Interimspräsidenten des Landes ernannt. Am 9. April kündigte Toqajew in einer Fernsehansprache vorgezogene Präsidentschaftswahlen für den 9. Juni an; die nächste Wahl des kasachischen Präsidenten hätte regulär erst im April 2020 stattgefunden.

## Kandidaten
Die Nominierung der Kandidaten fand vom 10. April bis zum 28. April statt. Die anschließende Registrierung fand bis zum 11. Mai statt. Insgesamt wurden sieben Kandidaten zur Präsidentschaftswahl zugelassen. Der kasachische Verband des nationalen Pferdesports „Uly Dala Qyrandary“ nominierte seinen Vizepräsidenten Sädibek Tügel. Am 23. April verkündete Nursultan Nasarbajew, dass für Nur Otan der amtierende Präsident Qassym-Schomart Toqajew an der Wahl teilnehmen wird. Die Demokratische Partei Aq Jol nominierte mit der Parlamentsabgeordneten Dänija Jespajewa die erste Frau, die bisher an einer Präsidentschaftswahl in Kasachstan teilgenommen hat. Daneben kandidierten Amirjan Qosanov für die nationale patriotische Bewegung „Ult taghdyry“, Töleutai Raqymbekow für die Demokratisch Patriotische Volkspartei Auyl, Schambyl Achmetbekow für die Kommunistische Volkspartei Kasachstans und Amangeldy Tasspichow für den kasachischen Gewerkschaftsverband.

## Proteste

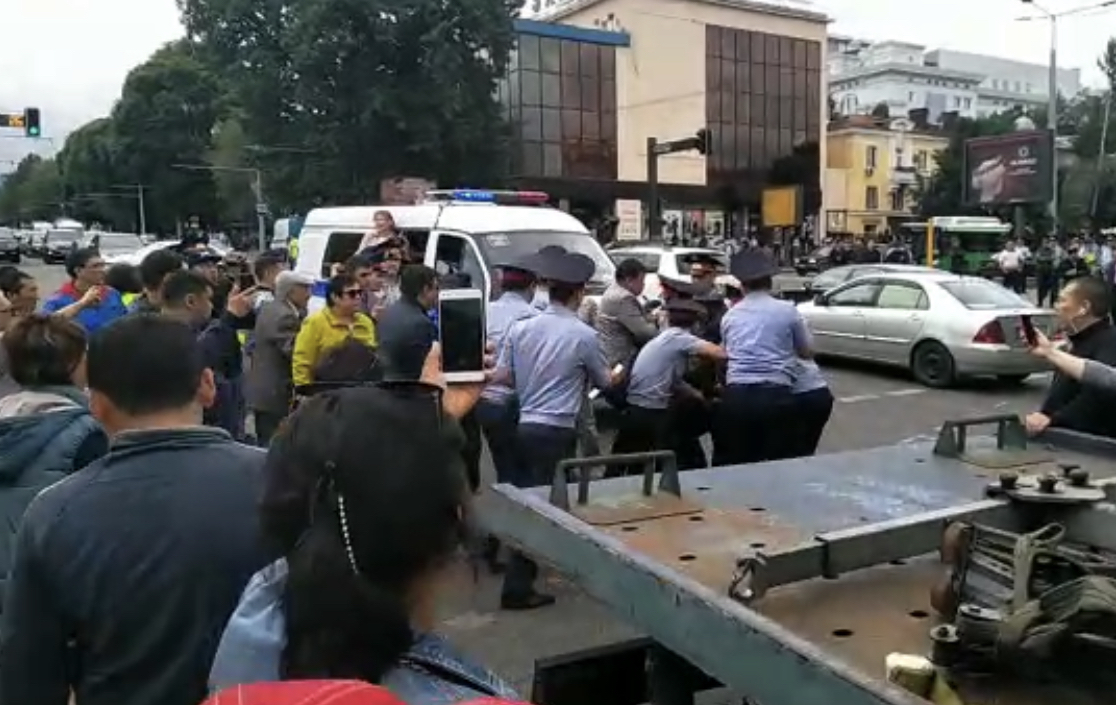
Polizisten verhaften Demonstranten in Almaty, 9. Juni 2019

Bereits im Vorfeld der Wahlen kam es zu Protesten. Ende April wurden zwei Aktivisten festgenommen, die während eines Marathons in Almaty auf einem Plakat freie Wahlen forderten. Die beiden wurden wegen einer nicht genehmigten Demonstration zu 15 Tagen Haft verurteilt. Am 1. Mai demonstrierten mehrere hundert Menschen im ganzen Land und forderten die Freilassung aller politischen Gefangenen und einen Boykott der Präsidentschaftswahl. In Almaty wurden die Demonstranten von der Polizei gestoppt und mehrere Dutzend Menschen verhaftet. Weitere Verhaftungen gab es in der Hauptstadt Nur-Sultan, Aqtöbe, Qaraghandy und Schymkent. Teilnehmer der Demonstrationen wurden später zu mehrtägigen Haftstrafen verurteilt. Am 9. Mai kam es während der Feierlichkeiten des Sieges im Zweiten Weltkrieg zu erneuten Protesten und Festnahmen. Außerdem waren viele Soziale Netzwerke und Nachrichtenwebsites nicht mehr abrufbar im Land. Die Proteste ereigneten sich nur einen Tag nachdem Muchtar Äbljasow, ein im Ausland lebender Regierungskritiker, zu Protesten aufgerufen hatte.
Am Wahltag, dem 9. Juni, kam es landesweit erneut zu Protesten. In Almaty und Nur-Sultan demonstrierten jeweils mehrere hundert Menschen für freie und faire Wahlen. In Nur-Sultan wurden mehrere hundert Menschen von der Polizei verhaftet, unter ihnen auch ausländische Journalisten. Zudem wurde der Internetzugang am Wahltag eingeschränkt. Auch am 10. Juni kam es landesweit zu weiteren Verhaftungen. Am Tag der Amtseinführung von Toqajew kam es erneut zu Protesten und Verhaftungen.
Insgesamt waren landesweit fast 1000 Menschen zu Haftstrafen oder anderen Strafen verurteilt worden. 670 Personen wurden zu Haftstrafen verurteilt, gegen die anderen Personen wurden entweder Geldstrafen oder Verwarnungen ausgesprochen. Die Demonstranten wurden für schuldig befunden, an illegalen Protesten teilgenommen und dabei Anweisungen der Polizei missachtet zu haben.

## Ergebnisse

### Landesweites Ergebnis

Qassym-Schomart Toqajew erhielt in allen Regionen die Mehrheit der Stimmen

| Kandidat                        | Kandidat                        | Partei                                                   | Stimmen   | Stimmen | Stimmen |
| Kandidat                        | Kandidat                        | Partei                                                   | Anzahl    | %       |         |
| ------------------------------- | ------------------------------- | -------------------------------------------------------- | --------- | ------- | ------- |
|                                 | Qassym-Schomart Toqajew         | Nur Otan                                                 | 6.539.715 | 70,96   |         |
|                                 | Amirjan Qosanov                 | Nationale patriotische Bewegung „Ult taghdyry“           | 1.495.401 | 16,23   |         |
|                                 | Dänija Jespajewa                | Demokratische Partei Aq Jol                              | 465.714   | 5,05    |         |
|                                 | Töleutai Raqymbekow             | Demokratisch Patriotische Volkspartei Auyl               | 280.451   | 3,04    |         |
|                                 | Amangeldy Tasspichow            | Kasachischer Gewerkschaftsverband                        | 182.898   | 1,98    |         |
|                                 | Schambyl Achmetbekow            | Kommunistische Volkspartei Kasachstans                   | 167.649   | 1,82    |         |
|                                 | Sädibek Tügel                   | Verband des nationalen Pferdesports „Uly Dala Qyrandary“ | 84.582    | 0,92    |         |
| Gesamt (Wahlbeteiligung 77,5 %) | Gesamt (Wahlbeteiligung 77,5 %) | Gesamt (Wahlbeteiligung 77,5 %)                          |           | 100,00  |         |

### Ergebnisse nach Gebieten
| Gebiet             | Wahl- beteiligung | Achmetbekow | Achmetbekow | Jespajewa | Jespajewa | Qosanov | Qosanov | Raqymbekow | Raqymbekow | Tasspichow | Tasspichow | Toqajew | Toqajew | Tügel  | Tügel |
| Gebiet             | Wahl- beteiligung | Anzahl      | %           | Anzahl    | %         | Anzahl  | %       | Anzahl     | %          | Anzahl     | %          | Anzahl  | %       | Anzahl | %     |
| ------------------ | ----------------- | ----------- | ----------- | --------- | --------- | ------- | ------- | ---------- | ---------- | ---------- | ---------- | ------- | ------- | ------ | ----- |
| Almaty             | 89,0              | 10.138      | 0,81        | 20.508    | 1,64      | 207.431 | 16,60   | 26.711     | 2,14       | 8.720      | 0,70       | 967.042 | 77,40   | 8.895  | 0,71  |
| Aqmola             | 83,4              | 13.124      | 3,05        | 23.914    | 5,56      | 45.802  | 10,64   | 20.165     | 4,69       | 9.896      | 2,30       | 314.859 | 73,16   | 2.599  | 0,60  |
| Aqtöbe             | 84,9              | 3.794       | 0,79        | 42.751    | 8,85      | 69.472  | 14,39   | 14.958     | 3,10       | 9.186      | 1,90       | 340.979 | 70,62   | 1.680  | 0,35  |
| Atyrau             | 71,2              | 1.761       | 0,61        | 11.126    | 3,86      | 65.436  | 22,69   | 3.523      | 1,22       | 4.993      | 1,73       | 199.718 | 69,24   | 1.882  | 0,65  |
| Mangghystau        | 68,9              | 6.158       | 2,32        | 12.911    | 4,86      | 86.958  | 32,73   | 3.069      | 1,16       | 7.236      | 2,72       | 147.495 | 55,52   | 1.827  | 0,69  |
| Nordkasachstan     | 79,8              | 10.409      | 3,26        | 9.802     | 3,07      | 32.754  | 10,26   | 12.963     | 4,06       | 19.419     | 6,08       | 232.284 | 72,75   | 1.660  | 0,52  |
| Ostkasachstan      | 84,9              | 15.838      | 1,93        | 51.074    | 6,24      | 126.339 | 15,43   | 16.419     | 2,01       | 10.566     | 1,29       | 580.457 | 70,89   | 18.102 | 2,21  |
| Pawlodar           | 81,2              | 4.949       | 1,11        | 27.450    | 6,16      | 63.895  | 14,33   | 16.923     | 3,79       | 3.226      | 0,72       | 327.277 | 73,39   | 2.221  | 0,50  |
| Qaraghandy         | 77,3              | 11.454      | 1,60        | 44.526    | 6,22      | 125.203 | 17,40   | 21.762     | 3,04       | 6.299      | 0,88       | 501.947 | 70,12   | 4.654  | 0,65  |
| Qostanai           | 84,1              | 2.025       | 0,41        | 43.789    | 8,96      | 51.951  | 10,63   | 14.131     | 2,89       | 17.854     | 3,65       | 357.633 | 73,17   | 1.365  | 0,28  |
| Qysylorda          | 81,6              | 2.015       | 0,51        | 16.783    | 4,22      | 68.804  | 17,32   | 3.226      | 0,81       | 2.896      | 0,73       | 299.192 | 75,32   | 4.333  | 1,09  |
| Schambyl           | 81,3              | 8.341       | 1,45        | 30.777    | 5,35      | 96.415  | 16,76   | 21.400     | 3,72       | 10.757     | 1,87       | 401.133 | 69,73   | 6.443  | 1,12  |
| Türkistan          | 84,8              | 10.684      | 1,07        | 28.887    | 2,89      | 178.498 | 17,88   | 45.055     | 4,51       | 10.788     | 1,08       | 720.855 | 72,21   | 3.487  | 0,35  |
| Westkasachstan     | 66,3              | 2.854       | 0,94        | 4.415     | 1,45      | 63.355  | 20,85   | 2.923      | 0,96       | 5.159      | 1,70       | 223.937 | 73,69   | 1.237  | 0,41  |
| Almaty (Stadt)     | 52,2              | 39.375      | 6,70        | 43.489    | 7,40      | 50.366  | 8,57    | 19.982     | 3,4        | 30.560     | 5,20       | 392.167 | 66,73   | 11.754 | 2,00  |
| Nur-Sultan (Stadt) | 68,9              | 15.026      | 3,23        | 36.099    | 7,76      | 91.038  | 19,57   | 27.307     | 5,87       | 11.536     | 2,48       | 275.346 | 59,19   | 8.838  | 1,90  |
| Schymkent (Stadt)  | 67,6              | 9.704       | 2,53        | 17.413    | 4,54      | 71.684  | 18,69   | 9.934      | 2,59       | 13.807     | 3,60       | 257.394 | 67,11   | 3.605  | 0,94  |

## Kritik
Die Wahl wurde international nicht als frei und fair beurteilt. Allerdings wurde es als kleiner Fortschritt im Vergleich zu vorangegangenen Wahlen gesehen, dass mehr Kandidaten als früher und darunter auch ein echter Oppositioneller – Amirjan Qosanov – zur Wahl zugelassen wurden. Von Oppositionellen wurde befürchtet, dass es eventuell bei der Stimmenauszählung zu Unregelmäßigkeiten kommen könnte. Als einzig chancenreicher Kandidat galt Toqajew, der gewissermaßen der von Nursultan Nasarbajew persönlich ausgewählte Nachfolger ist. Oppositionelle Kandidaten galten von Anfang an als chancenlos. In der größten Stadt Almaty kam es am Wahltag zu Protesten, die von der Polizei unterdrückt wurden. Hunderte von Demonstranten wurden verhaftet.
Die OSZE kritisierte die Wahl und bezeichnete die Abstimmung als nicht frei und fair. Durch die zahlreichen Verhaftungen friedlicher Demonstranten wurden grundlegende Freiheiten verletzt, außerdem kam es zu umfassenden Wahlverstößen. Obwohl sieben Kandidaten zur Wahl antraten gab es erhebliche Hürden zur Teilnahme als Kandidat an der Wahl sowie Einschränkungen bei der Meinungs- und Versammlungsfreiheit. Am Wahltag wurden zahlreiche Fälle von Wahlfälschung und Unregelmäßigkeiten bei der Auszählung der Stimmen beobachtet.